# Souterrains in Cornwall
| QS Vor- und Frühgeschichte | Dieser Artikel wurde aufgrund von inhaltlichen Mängeln auf der Qualitätssicherungsseite des WikiProjekts Vor- und Frühgeschichte eingetragen. Dies geschieht, um die Qualität der Artikel aus diesem Themengebiet auf ein akzeptables Niveau zu bringen. Bitte hilf mit, die inhaltlichen Mängel dieses Artikels zu beseitigen, und beteilige dich bitte an der Diskussion! |  |

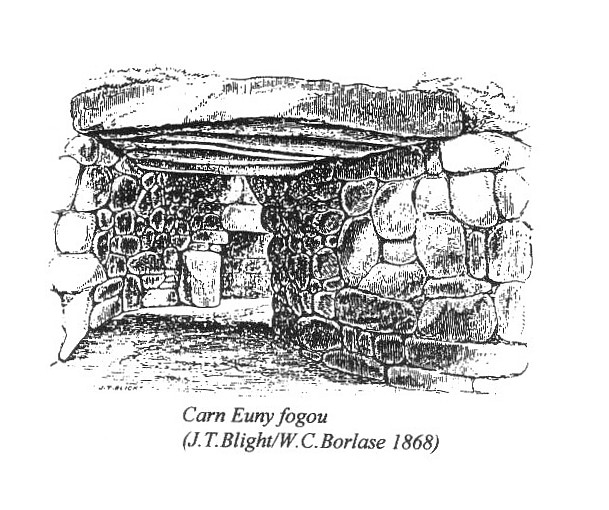
Carn Euny – nach Blight/Borlase 1868

Die Souterrains in Cornwall werden lokal als Fogou bezeichnet, auch die Bezeichnung fuggy-holes ist belegt.

## Name
Der Name geht auf das kornische Wort für Höhle zurück (ähnlich auch dem lokalen „Weem“ (von uamh‚ Höhle) für die Souterrains in Schottland).

## Verbreitung
Die Verbreitung der Fogous in Cornwall ist auf den äußersten Südwesten der Grafschaft einschließlich der Scilly-Inseln (Carn Gwavel) beschränkt. Nur neun dieser Anlagen überlebten. Clark und Maclean listeten acht davon auf: Boleigh, Lower Boscaswell, Carn (Chapel) Euny, Chysauster, Halligye, Pendeen, Porthmeor und Piskey’s Hall oder Trewardreva.
Die Existenz des Fogou von Boden Vean wurde im Jahre 1991 anlässlich einer Magnetometeruntersuchung bestätigt. Clark und Maclean hatten die oberirdische Bienenkorbhütte von Bosporthennis auch als Fogou eingestuft. Fogous kommen auch als oberirdische Bauwerke vor, meist innerhalb massiver Mauern. Die Fogous von Lower Boscaswell und Piskey’s Hall wurden halbunterirdisch, die möglichen Fougous von Bosporthennis, Park Vorn und Porthmeor völlig oberirdisch gebaut. Die Anzahl bekannter Plätze, die als Fogous gelten können, ist nicht höher als 50. Ian Cooke, der eine erschöpfende Studie des Denkmaltyps erstellte, akzeptiert nur elf als Fogous, 25 weitere Anlagen werden von ihm als „wahrscheinlich“ klassifiziert. Acht stimmten mit denen von Clark und Maclean überein. Seine drei zusätzlichen sind Higher Bodinar, Castallack und Treveneague. Er kannte Bodean-Veor noch nicht, stuft jedoch weitere 26 Anlagen als „unwahrscheinlich“ ein, darunter die Anlage Porth Mellon auf den Scilly-Inseln.

## Zeitstellung
Die Ausgrabung von Carn Euny zeigte, dass das Fogou (in drei Stufen) zwischen dem 5. und dem 2. Jahrhundert v. Chr. gebaut war. Hencken wies darauf hin, dass die Töpferware von Carn Euny aus dem 1. Jahrhundert vor bis zum 1. Jahrhundert n. Chr. stammt. Die Töpferware von Halligye deutet eine Verwendung vom 4. Jahrhundert v. Chr. bis zum 2. Jahrhundert n. Chr. an. Eine eisenzeitliche Randscherbe vom Boden des Zugangs von Lower Boscaswell zeigt eine Nutzung nicht vor dem 2. Jahrhundert v. Chr. an. Das entspricht der Nutzungsperiode der meisten Fogous.
Die Anlagen haben abgesehen von der normalen aus Kammern und Gängen bestehenden Struktur von Souterrains:
- Carn Euny
  - eine kreisförmige Kammer, die aufgrund der neusten Untersuchung durch Christie[9] kein Kraggewölbe besaß, sondern ein Holzdach, wenn überhaupt ein Dach da war.
  - Der Fußboden wurde mit flachen Platten gepflastert.[10]
  - eine Nische auf Fußbodenniveau von 0,91 × 0,91 m; war 0,6 m tief.
  - Drainage; eine Reihe abgedeckter Abflussrohre, und eine Senkgrube.

Drainagen wurden auch in Porthmeor und High Bodinar bemerkt.
- Pendeen
  - eine große Nebenkammer 7,72 m lang und durchschnittlich 1,65 m breit und 1,27 m hoch zeigt Parallelen mit der Nebenkammer von Treveneague, die auch aus der Erde ausgehöhlt (earth cut) ist und 4,57 m lang, durchschnittlich 1,83 m breit und 1,22 m hoch war. Beide Räume haben einen schmalen Zugang.

- Halligye
  - besitzt außer dem Ein- und Ausgangskorridor und zwei große Räumen eine kleine Nebenkammer. Sie geht vom Ende einer gebogenen Kammer mit einer Gesamtlänge von 16,76 m aus.[11] Ihre Dimensionen sind nicht ermittelt worden, aber es scheint, dass sie weniger als 2,5 m lang und kaum hoch genug war um hinein zu kriechen. Wie die (earth cut) Seitenkammer von Treveneague war sie oval und über einen Schlupf (Höhe und Breite 0,41 m) zugänglich.
  - Die Endbereiche der gebogenen Kammer und der Nebenkammer waren in den Fels geschnitten (rock-cut).
  - Die gebogene Kammer besitzt eine aus dem Fels geschnittene Schwelle. Sie ist 0,61 m hoch und 0,46 m breit. Clark stellt fest, dass diese Schwelle in den cornischen Fogous einzigartig ist.[12]
  - Die Restauration von Halligye veranlasste eine Teilausgrabung des Fogou.[13] Der Ausgräber wies die Bedeutung als Schwelle zurück. Die lange gebogene Kammer endete, so Startin ursprünglich an dem Hindernis. Er erklärte, dass das natürliche Felsband, als die Kammer erweitert wurde, unabgebaut belassen worden war. Seine Deutung beruht primär auf der Konstruktion der Wände. Eine Änderung der Zusammensetzung der Wände muss nach M. Clinton jedoch keine Erweiterung anzeigen. Die Erweiterung beträfe lediglich 2–2,5 m an Kammerlänge sowie den Anbau der kleinen Seitenkammer. Seitenkammern gehörten indes bei den Anlagen von Pendeen und Treveneague zur ursprünglichen Ausstattung.
  - Halligye hatte ursprünglich einen Ausgang, der in den Graben der Einfassung führt. Der Zugang war durch zwei parallele Gänge eingeschränkt. Die Verbindungsstelle des nördlichen und südlichen Ganges wird durch ein Portal definiert (eine Kombination zweier vorspringender Pfosten und eines niedrigen Sturzes).
  - Bei der 1863 erfolgten Besichtigung des Fogous durch Sir Richard Rawlinson Vyvyan wurden zwei Öffnungen in den Wänden des Durchgangs auf der innere Seite des Portals bemerkt. Sie hatten die Aufgabe die Enden eines Balkens zu halten, der eine (nicht vorgefundene) Tür verriegelte.

- Treveneague
  - das „Ausfalltor“ von Halligye wurde analog bei Treveneague vorgefunden, wo eine gerade, mindestens 10,36 m lange Kammer in zwei parallelen Gängen endet, deren Zugang aus zwei Sätzen vorspringender Pfosten, mit Stürzen besteht.
- Castallack
  - Die Lage eines eingestürzten Ganges (earth-cut – mit unerforschter Länge) veranlasst Ian Cooke darauf hinzuweisen, dass auch er in einem Graben der Einschließung geendet haben kann.
  - das Fogou weist in seinen gesamten Dimensionen auf die Trockenmauer Souterrains in Irland hin. Es enthielt am Verbindungspunkt zweier Gänge oder Kammern ein Türsteinpaar.
  - zwei Blockiersteine in der Umgebung der Engstellen weisen auf Verschußvorrichtungen.
- Boleigh
  - die einzige Luftröhre in einem britischen Souterrain stammt aus dem Fogou von Boleigh.[14] Sie ist jedoch sekundär und stammt aus dem 17. Jahrhundert.

## Funktion
Bezüglich der Funktion brachte die Ausgrabung von Carn Euny einige Schlüsselbeweise. Die ursprüngliche Interpretation hatte immer den Lagerraum als Funktion bevorzugt. Es ist auch festgestellt worden, dass es bei kornischen Fogous eine Ritualdimension gibt. Clark brachte die These zuerst in Bezug auf den Fogou von Boleigh auf. Die Anwesenheit einer geschnitzten Figur auf einem der Steine in der Mauer stellte den Hauptimpuls für das Argument zur Verfügung. Ein Fogou könnte ein unterirdischer Tempel gewesen sein. Christie schlug vor, dass Carn Euny und anderer Fogous mehr als eine rein nützliche Funktion gehabt haben. Es besteht die Möglichkeit, dass einige als Kultzentren gedient haben. Ian Cooke war in seiner Annahme von Fogous als Ritualzentren von Familieneinheiten mit hohem Status unmissverständlich. Er verband die Ritualdimension mit der Beteiligung dieser Familien am Bergbau von Zinn und Kupfer. Sollte sich eine Ritualdimension der kornischen Fogous erweisen, würde dies auch Rolle der architektonisch verwandten Souterrains in Irland und Schottland berühren. Jedoch akzeptieren nicht alle die Ritualtheorie. Maclean hat in einer Neubeurteilung der Denkmäler die Funktion als Refugium als den wahrscheinlichsten Impuls für den Bau von Fogous angedeutet. Dem widerspricht, dass das Fogou von Lower Boscaswell halbunterirdisch und das Fogou von Porthmeor völlig oberirdisch gebaut wurde.